# Ichinohe
Ichinohe (一戸町 Ichinohe-machi?) es un pueblo localizado en la prefectura de Iwate, Japón. En octubre de 2018 tenía una población de 12.058 habitantes y una densidad de población de 40,2 personas por km². Su área total es de 300,03 km².

## Geografía

### Municipios circundantes
- Prefectura de Iwate
  - Ninohe
  - Hachimantai
  - Kunohe
  - Iwate
  - Kuzumaki

## Demografía
Según datos del censo japonés, la población de Ichinohe ha disminuido en los últimos años.
| Año del censo | Población |
| ------------- | --------- |
| 1995          | 17.906    |
| 2000          | 16.933    |
| 2005          | 15.549    |
| 2010          | 14.187    |
| 2015          | 12.919    |